# 维拉斯托·艾韦琳
维拉斯托·艾韦琳（匈牙利語：Verrasztó Evelyn，1989年7月17日—）生于布达佩斯，是一名匈牙利女子游泳运动员，主攻自由泳和混合泳。她的父亲佐尔坦、哥哥大卫以及姑妈加布里埃拉同样都是奥运游泳选手。她在六岁时开始接触游泳，除了游泳以外，她还曾接触过篮球、艺术体操、空手道等运动。